# Oertzen (Adelsgeschlecht)

Wappen derer von Oertzen

Oertzen ist der Name eines alten mecklenburgischen Adelsgeschlechtes mit slawischem Ursprung. Weil Mitglieder der Familie 1523 zu den Unterzeichnern der Landständischen Union gehörten, zählt man das Geschlecht in Mecklenburg zum Eingeborenen Adel (Uradel).

## Name
Der Name bedeutet so viel wie der Mann aus dem Winkel am See oder auch Ackersmann. Der Name Uritz wandelte sich im Laufe der Zeit über Oritz, Ordessen zu Oertzen.

## Geschichte

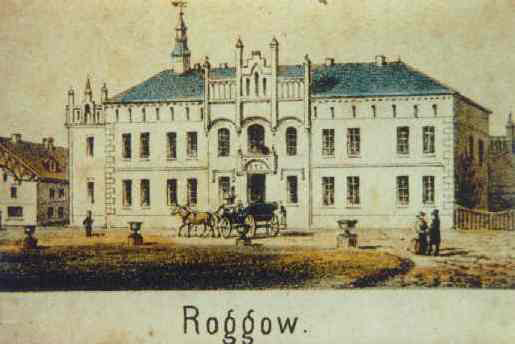
Herrenhaus Roggow, historische Ansicht (um 1858)

Im Jahr 1192 wurde ein Iritz im Hofgefolge des Fürsten Heinrich Borwin I. erwähnt. Das Geschlecht erscheint dann erstmals urkundlich am 11. Februar 1260 mit Thidericus de Oerdessen, mit dem auch die Stammreihe beginnt.
Der älteste Stammsitz der Familie von Oertzen ist das Rittergut Roggow in der heutigen Gemeinde Rerik, im Landkreis Rostock an der Ostseeküste gelegen, welches sich spätestens seit dem 14. Jahrhundert durchgehend bis zur Enteignung 1945 im Familienbesitz befand. Urkundlich wird 1345 ein Hermann von Oertze van Rogghowe erwähnt, jedoch wird angenommen, dass Roggow schon lange vorher an die Familie kam. Das Herrenhaus und Teile des ehemaligen Gutes Roggow wurden nach der Wende durch die Familie von Oertzen zurückerworben.
Die Familie spaltete sich später in die Linien Roggow und Helpte (1665 erworben).
Im Einschreibebuch des Klosters Dobbertin befinden sich 107 Eintragungen von Töchtern der Familien von Oertzen von 1696 bis 1908 aus Roggow, Kittendorf, Brunn, Leppin, Ankershagen, Groß Vielen, Lübbersdorf, Barsdorf, Kotelow, Rattey, Cosa und Briggow zur Aufnahme in das dortige adlige Damenstift.

## Besitzungen
Zu den historischen Besitzungen der Oertzens zählten neben dem ältesten Stammsitz Roggow (1345–1945, wieder im Familienbesitz seit 1993) u. a. Wustrow (Halbinsel) im 14. Jahrhundert, Gerdshagen (1459–1772), Gnemern (?–1661), Gorow (1506–1767), Helpt (1665–1753), der Fideikommiss Kotelow (1672–1945) mit Brunn (1812–?), Rattey (1690–1944) mit Charlottenhof, Adolfseck und Brohm (1846–1945), Blumenow (1694–1905), Bagenz (Niederlausitz, 1695 bis Mitte 19. Jh.) mit Klein Düben (1785–1824) und Dubraucke (1795-?), hinzu Kahren b. Cottbus; der Fideikommiss Leppin mit dem Vorwerk Cronsberg (seit 1705, 1927 verkauft, danach Saunstorf (Bobitz) erworben), Klein Nienhagen (1715–1790), der Fideikommiss Kittendorf (1751–1945) mit Mittelhof und Övelgünde, der Fideikommiss Briggow (1791–1945), Federow (1769–1820), Zahren (1782–1836), Neddemin (1804–1883), der Fideikommiss Salow (1815–1945) mit der Sekundogenitur Remlin (1866–1926), Alt Vorwerk mit Neu-Vorwerk (1826–1945), der Fideikommiss Lübbersdorf (seit 1846, verkauft 1927) mit Cosa (1846–1945) und dem Sekundogenitur-Fideikommiss Barsdorf (?-?), Pamitz (ab 1847), Dorow in Hinterpommern (1852–1945), Teschow (1872–1870), Kaeselow (1878–1901), Hoheneiche (Osowa Góra bei Bromberg, im 19. Jh.), Rothen mit Groß Flotow (1887–1945, letzteres nach 1990 zurückerworben), Liessow mit Rautenhof (um 1900–1945), Tessin (bei Ventschow, ? bis 1945), Wichmannsdorf (1904–1945), Saunstorf (1931–1945), infolge der Heirat eines jüngeren Sohnes aus Briggow (1918) das Schloss Wustrau in Brandenburg (1933–1945), Groß Vielen (?–?), Kavelstorf (?-?), Woltow (?-?),

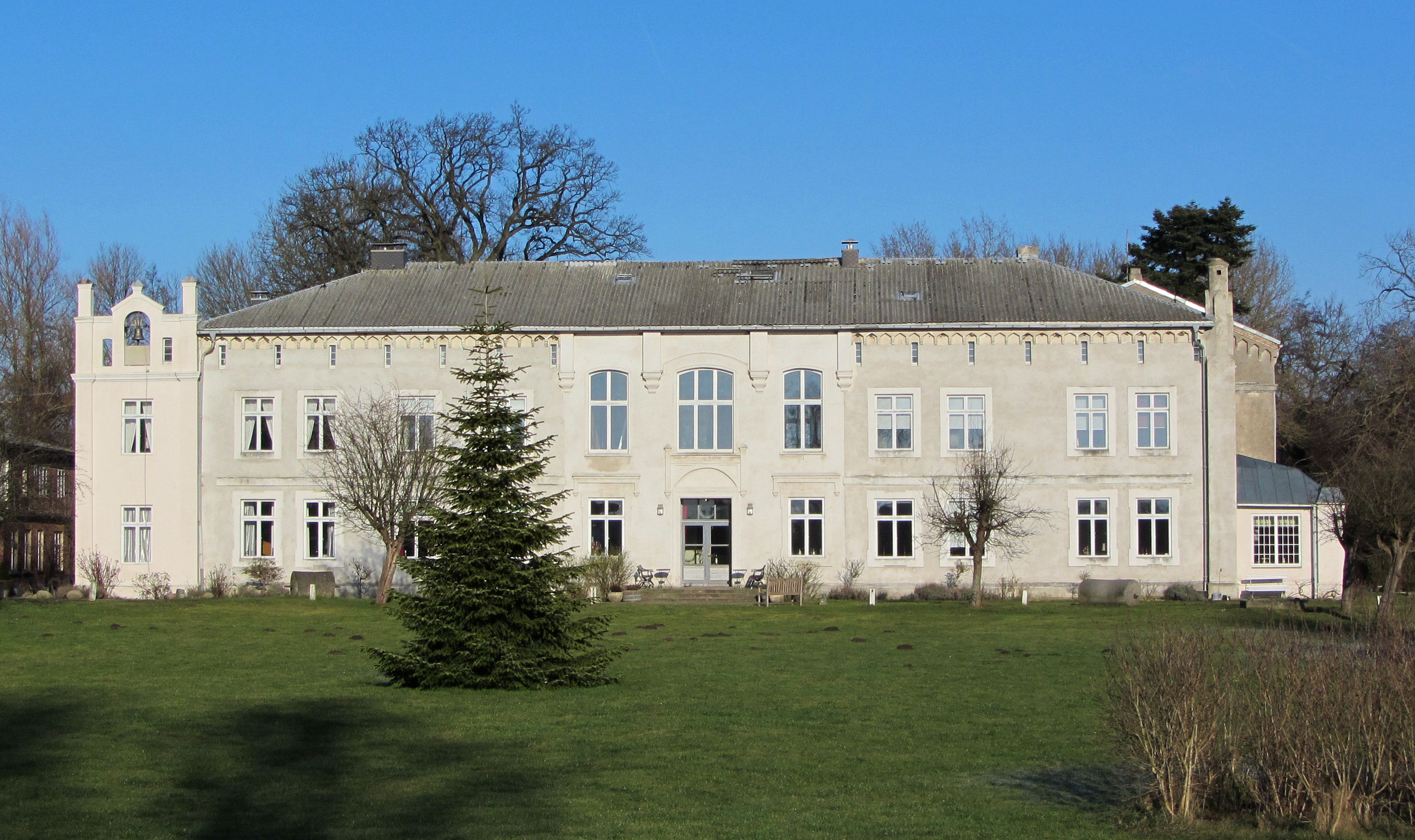
Roggow, Stammsitz
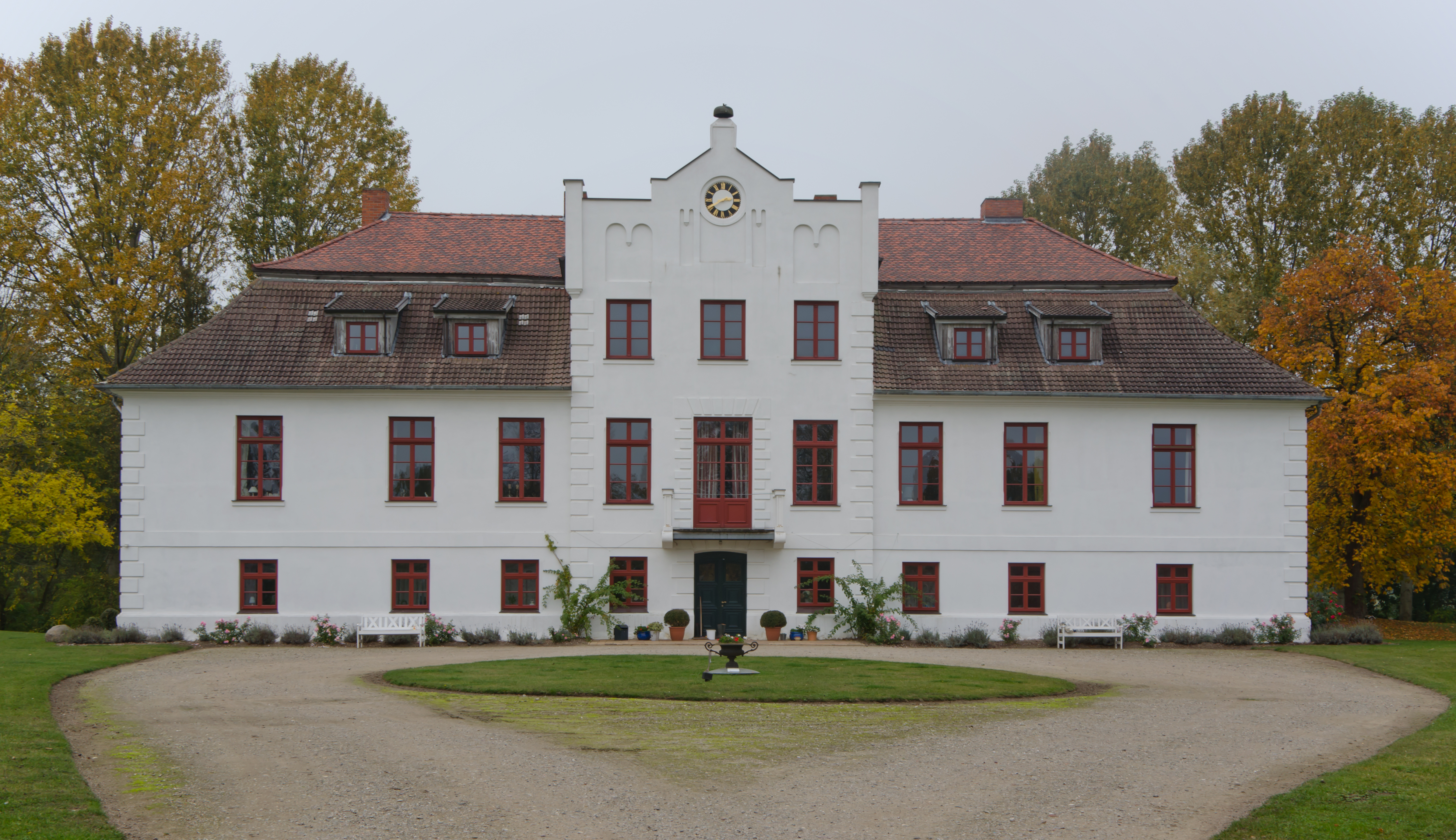
Gerdshagen
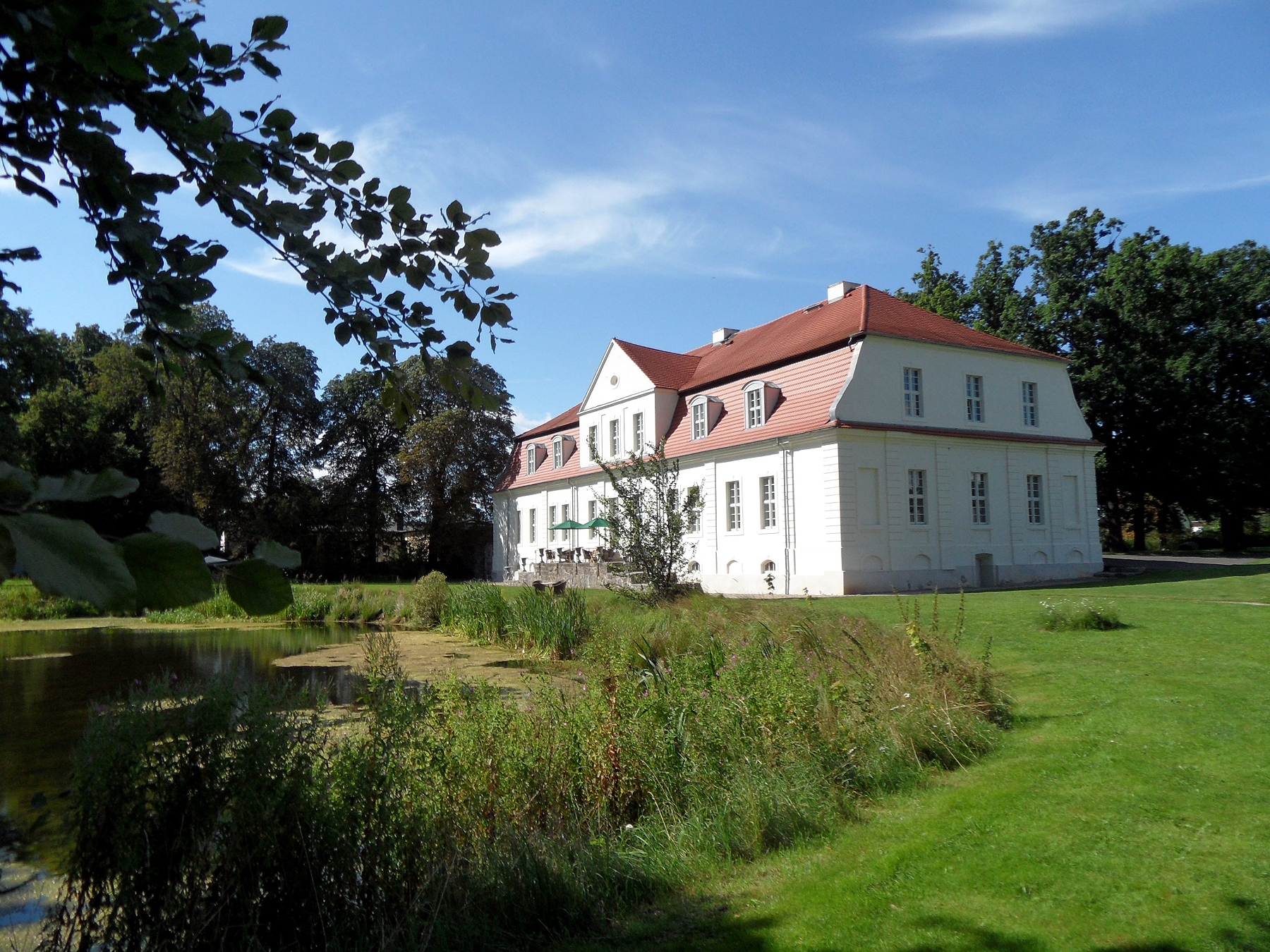
Kotelow
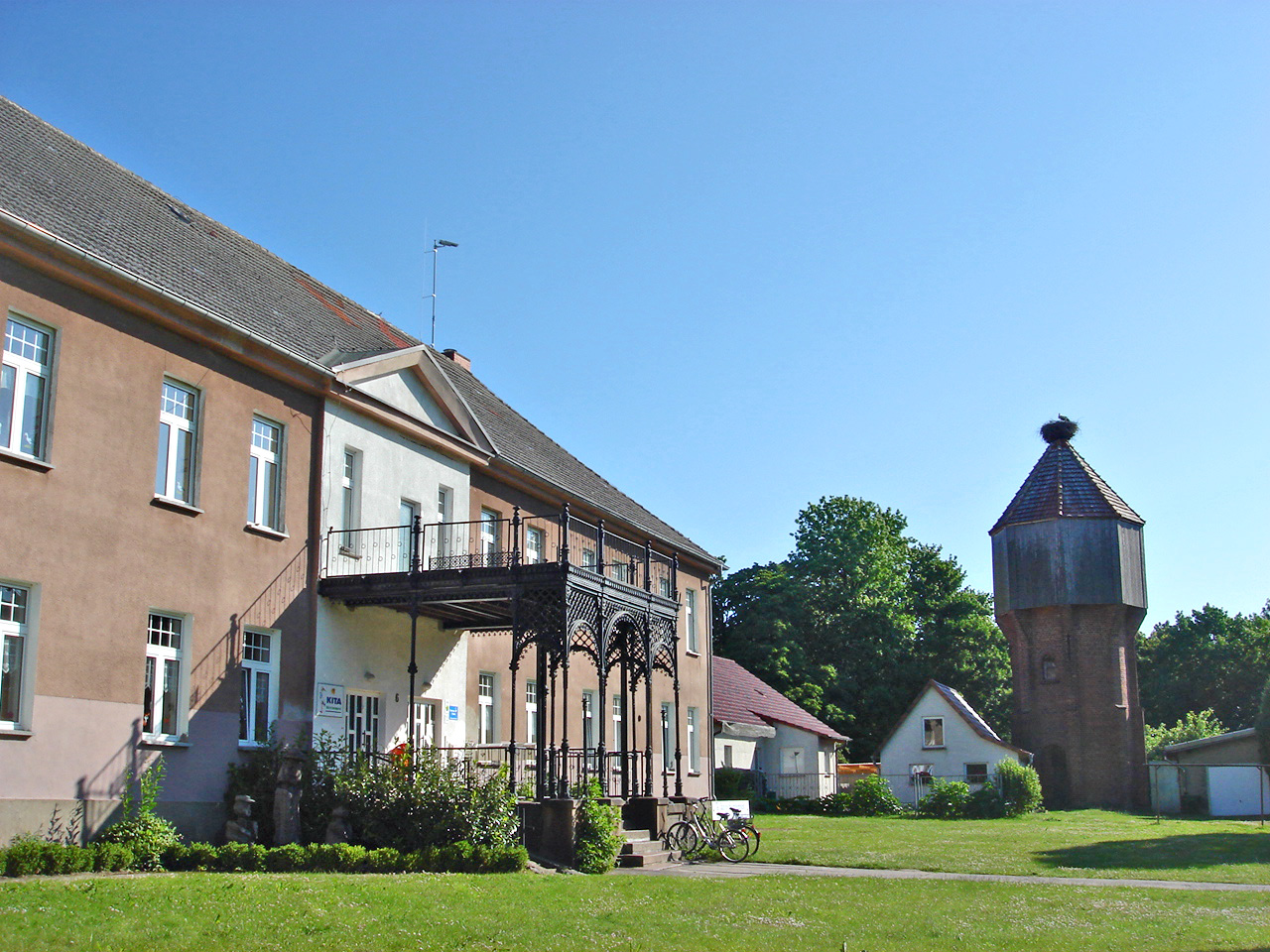
Brunn
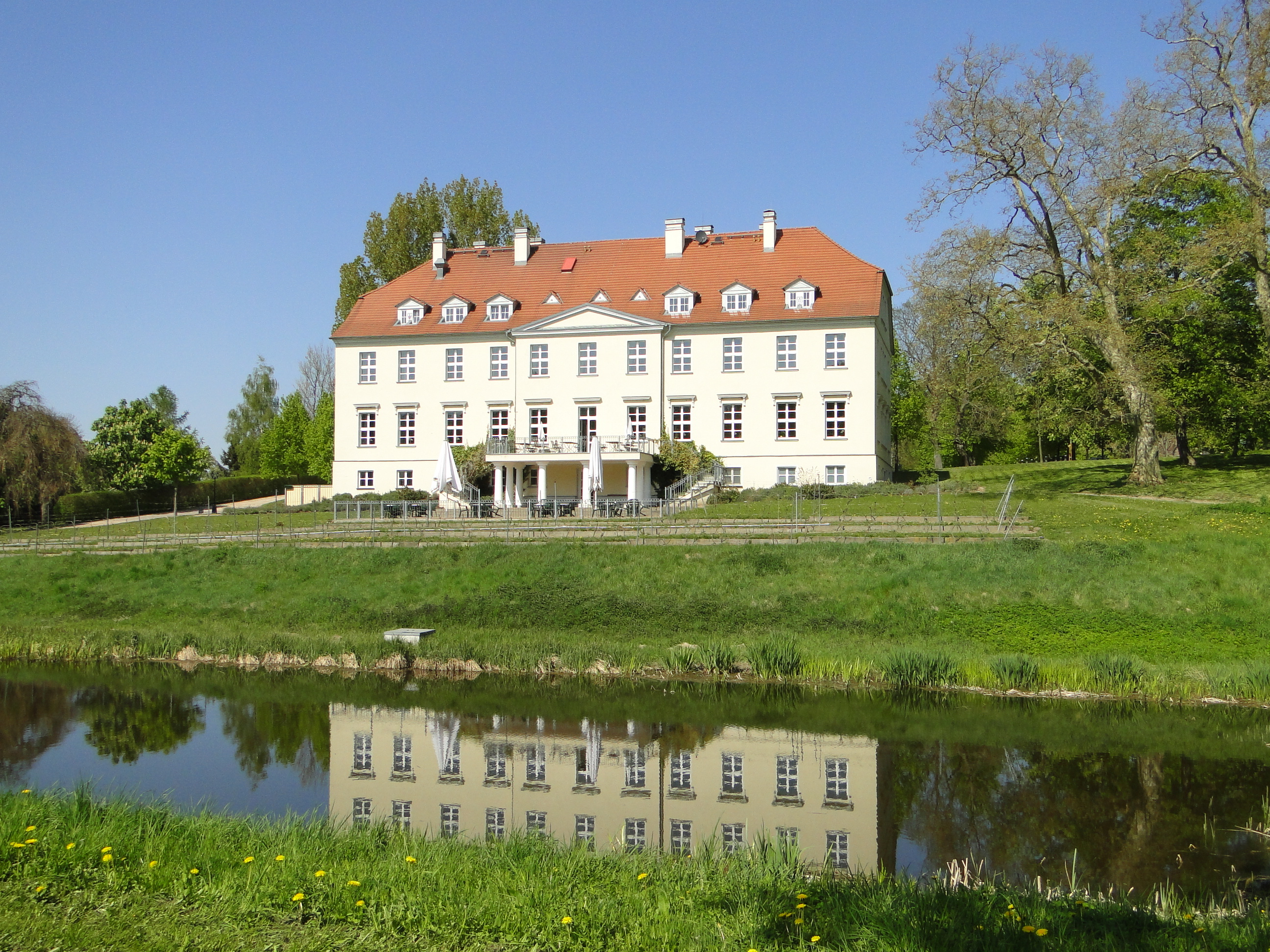
Rattey
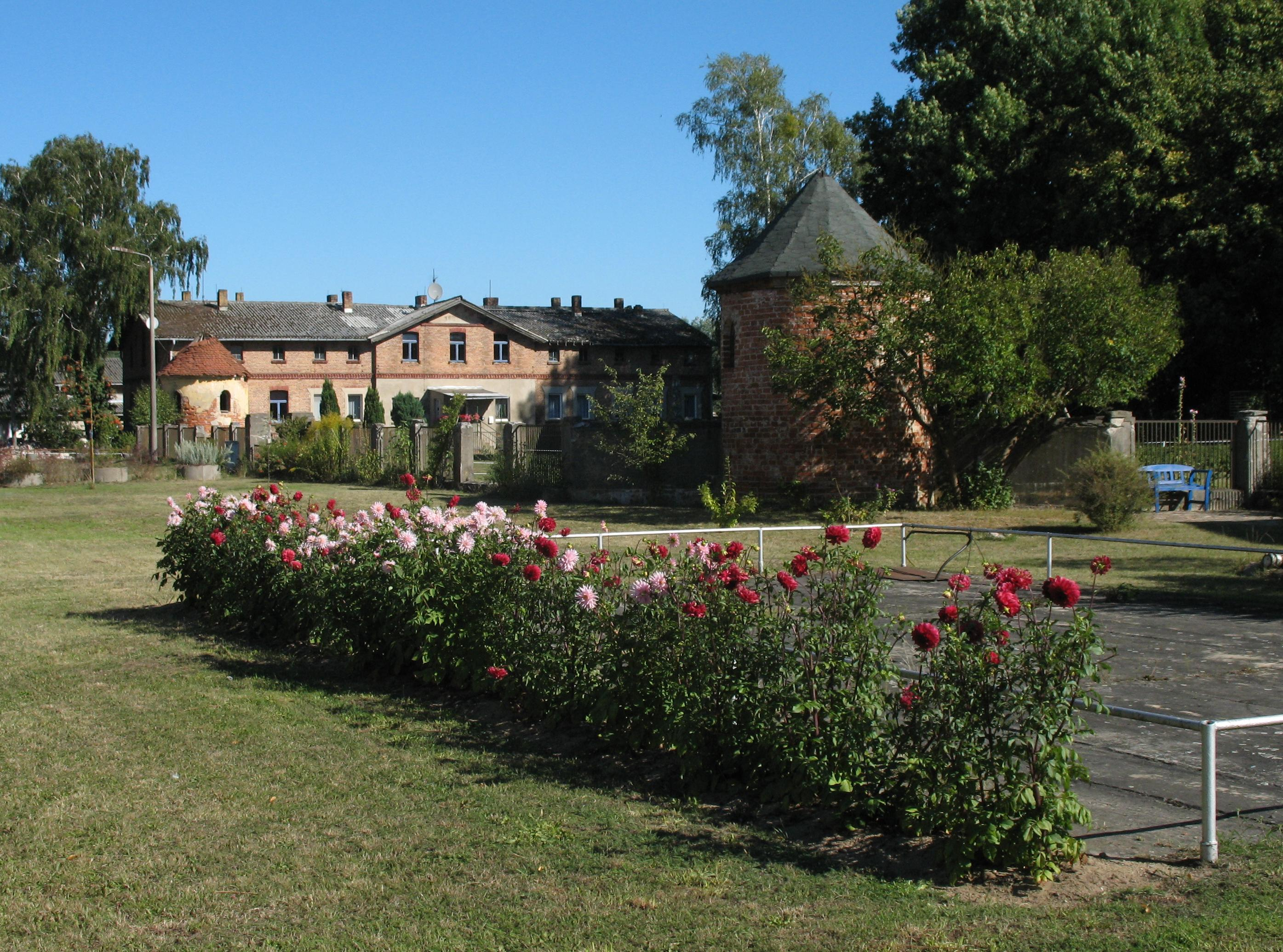
Blumenow
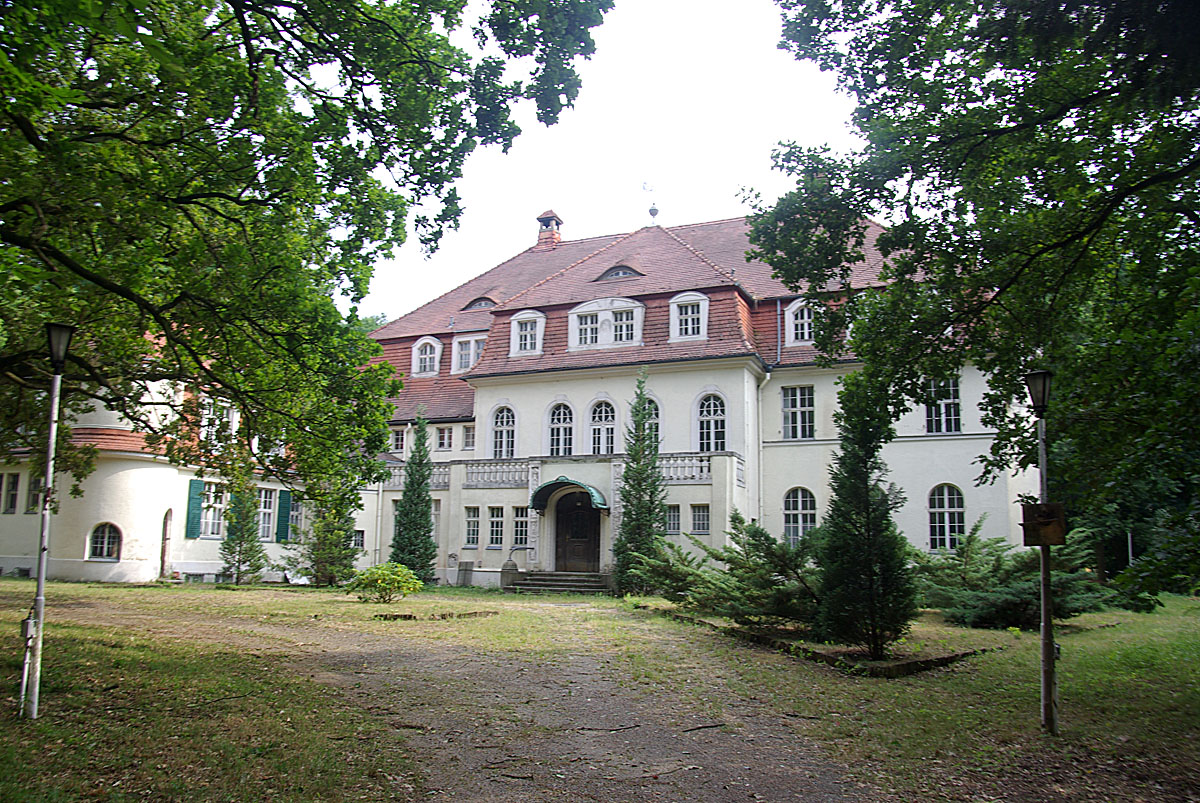
Bagenz, Niederlausitz
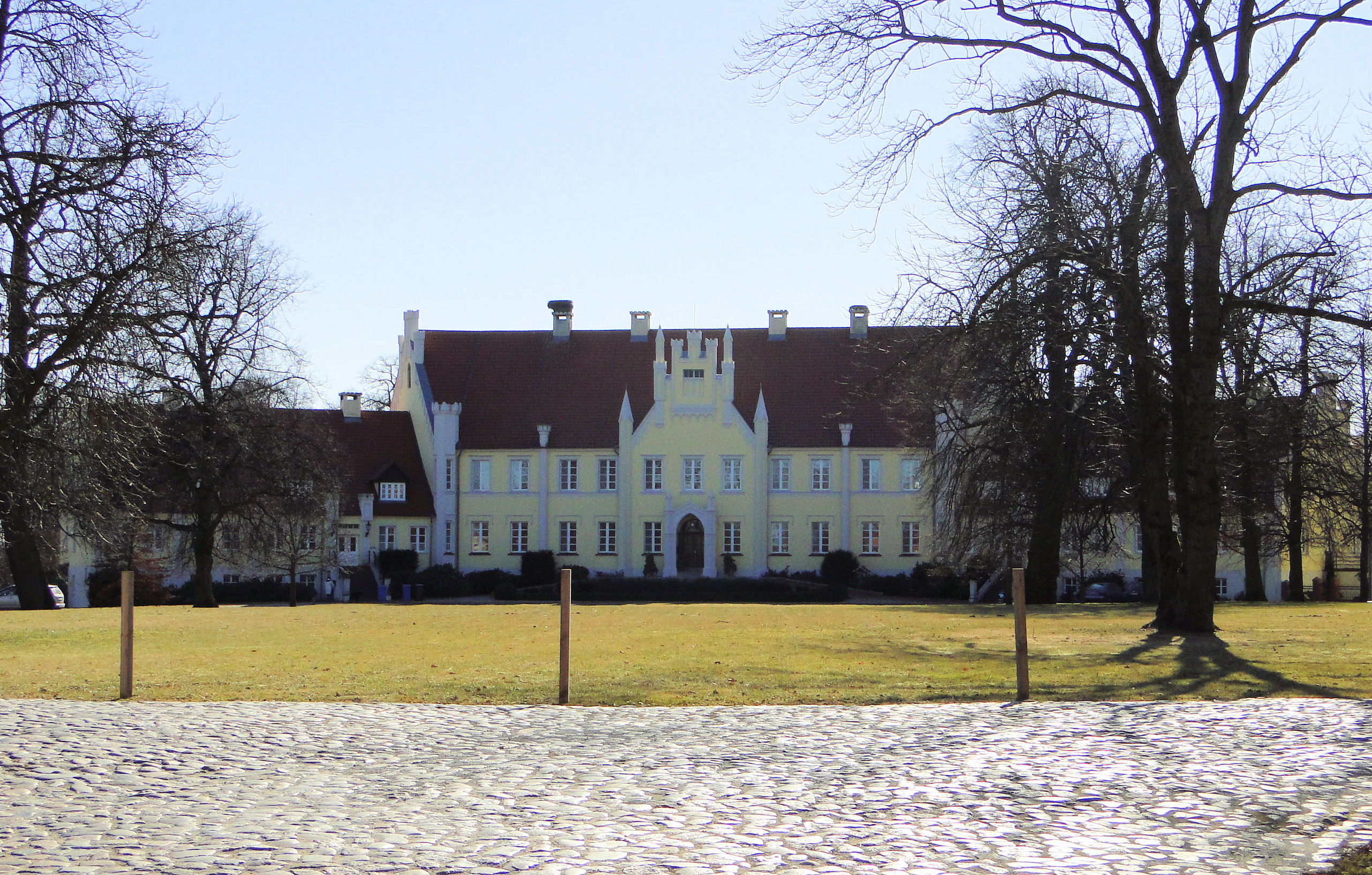
Leppin
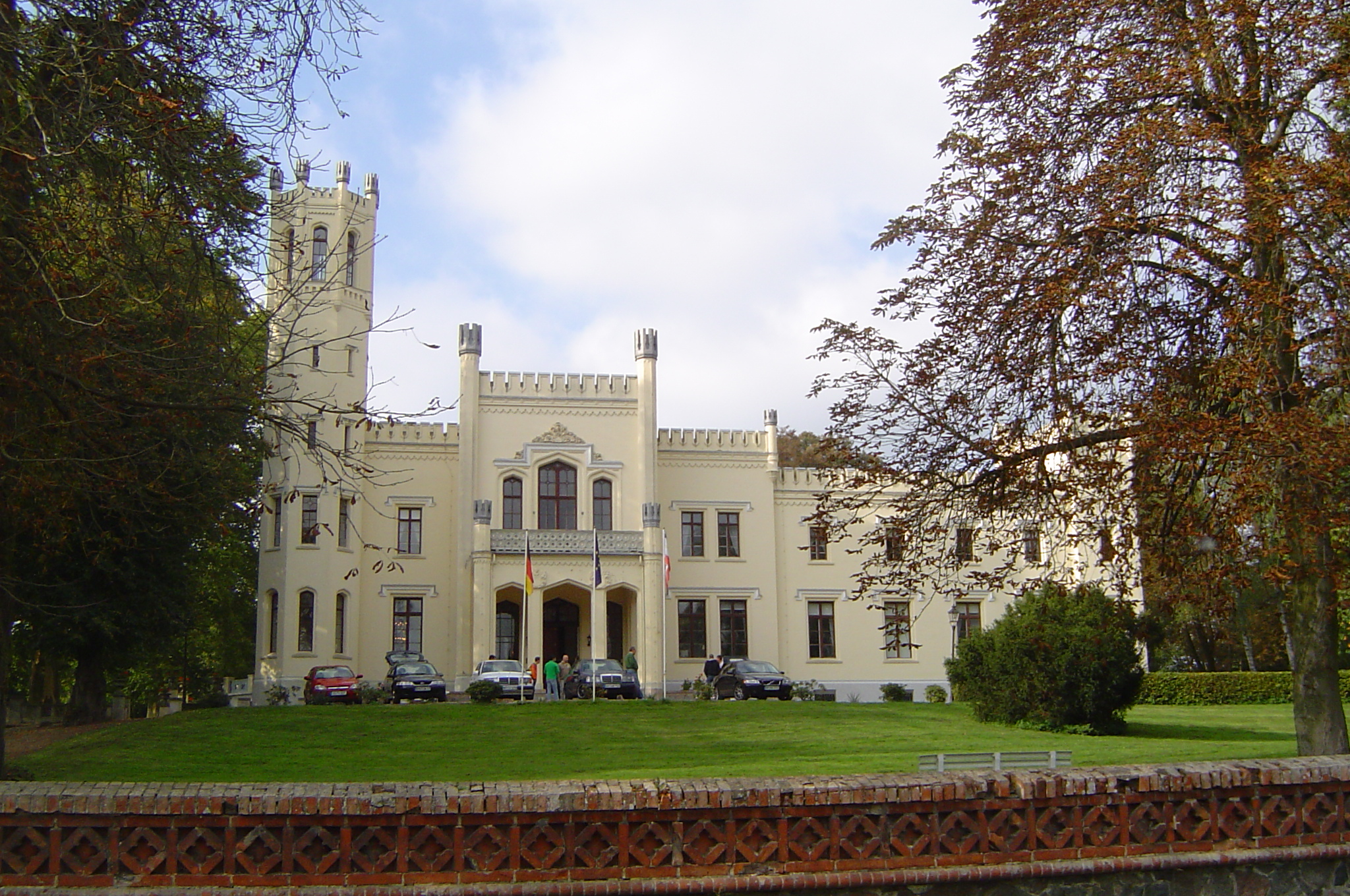
Kittendorf
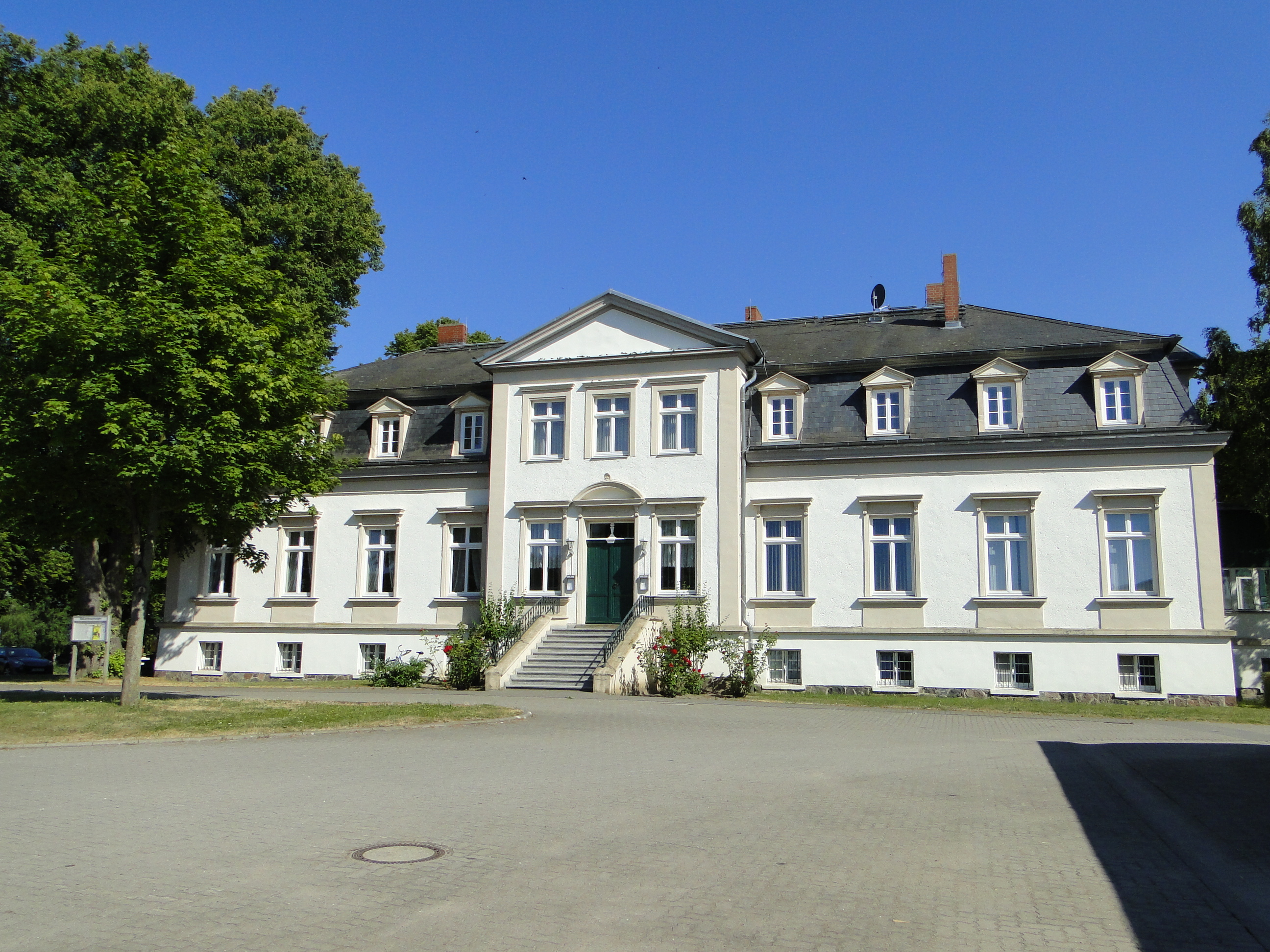
Briggow
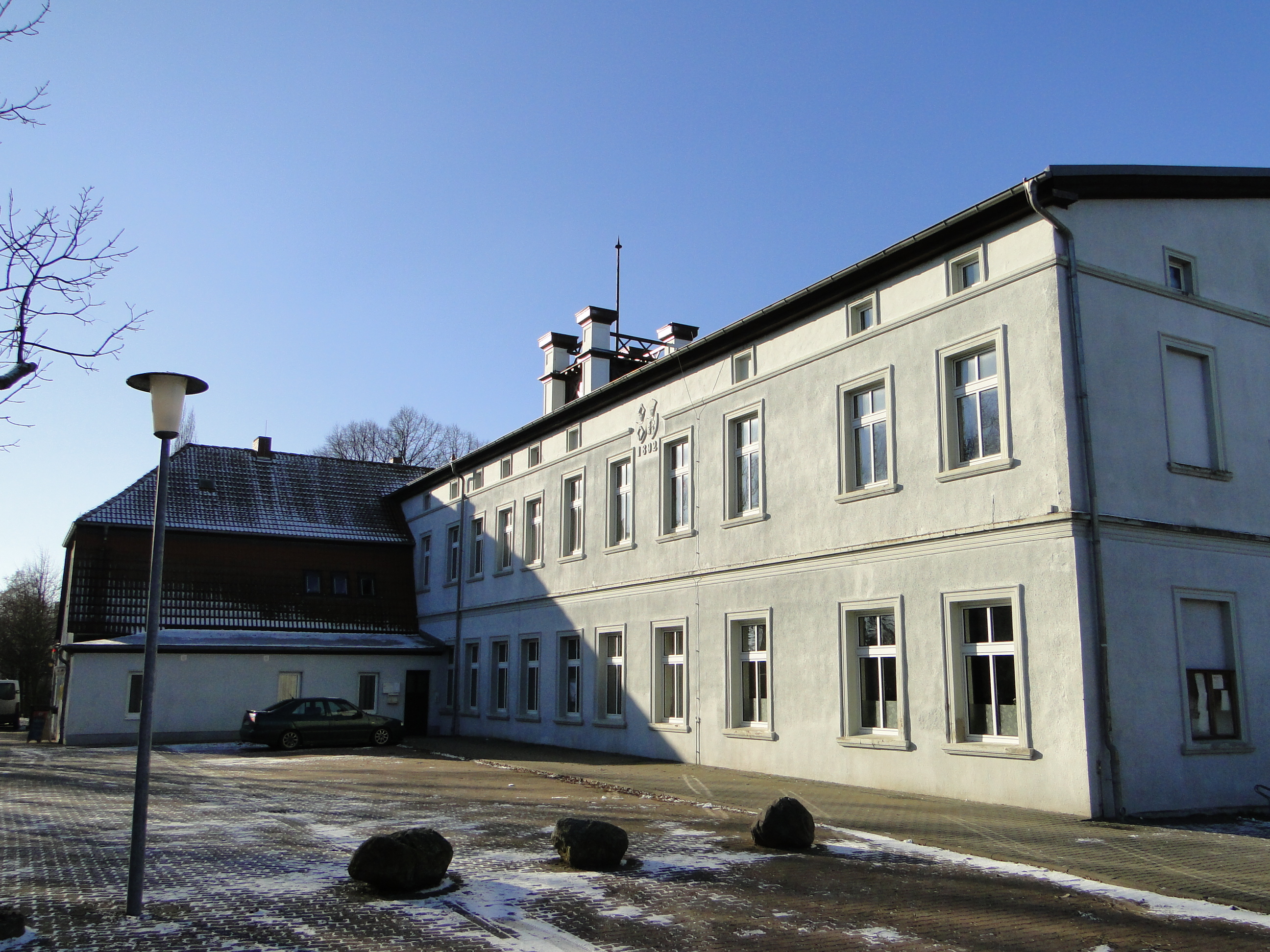
Salow
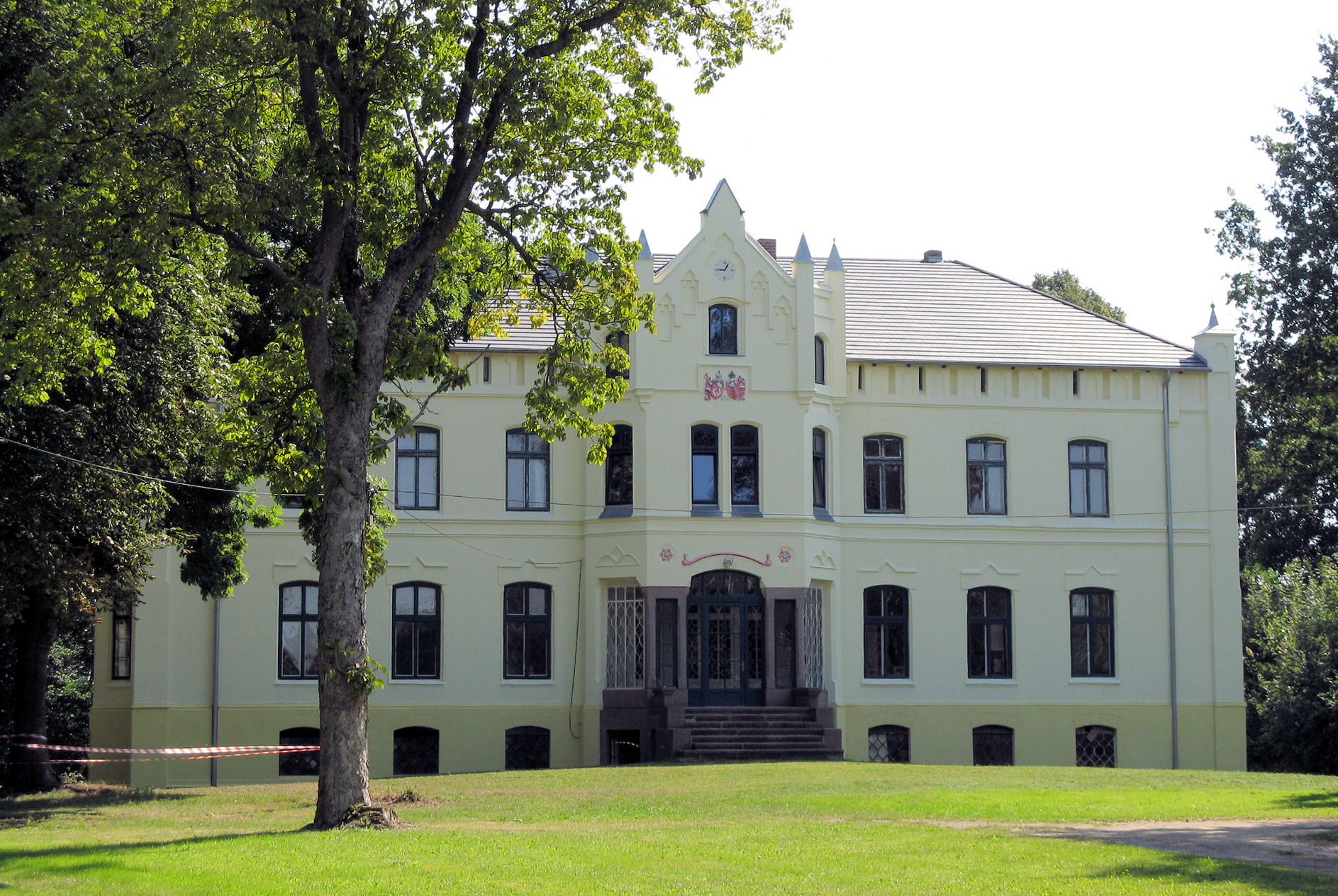
Alt Vorwerk
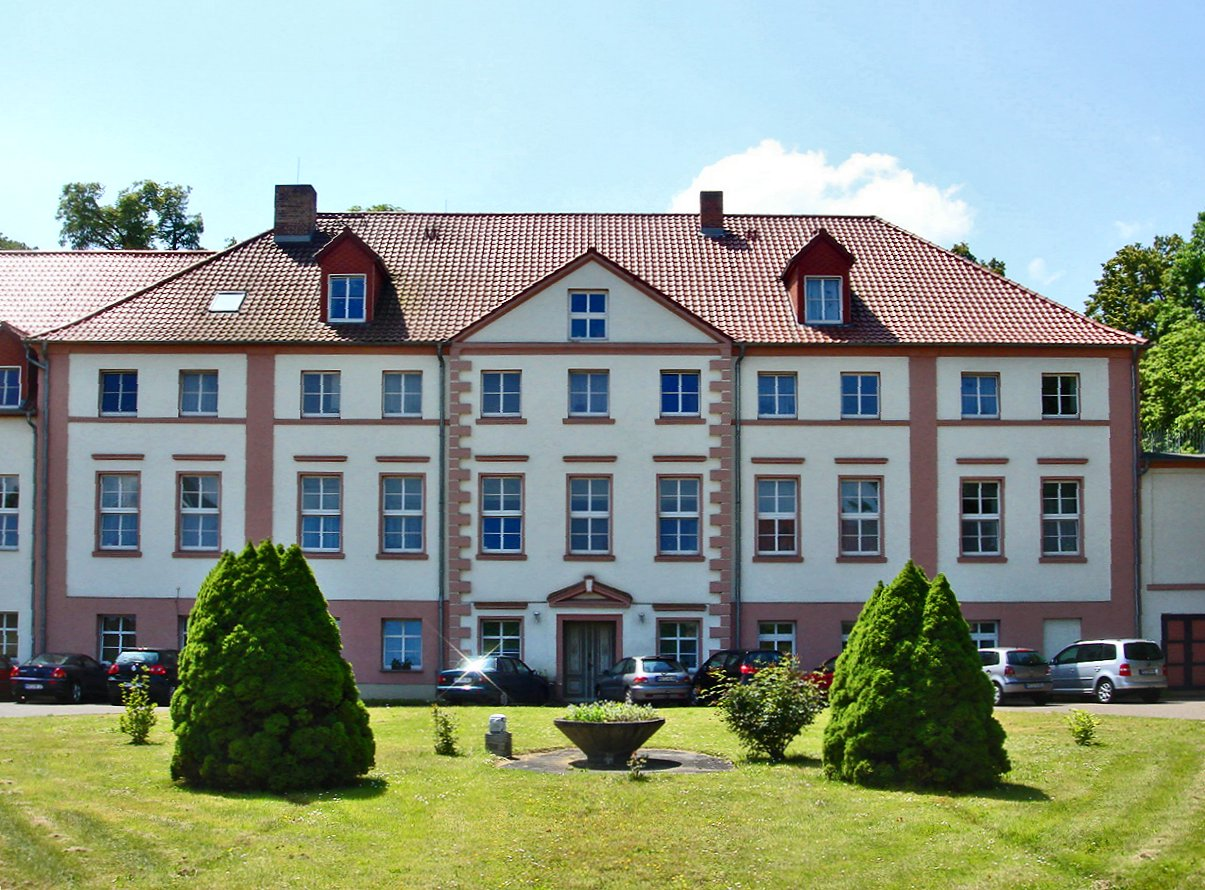
Stammsitz der Helpter Linie in Lübbersdorf
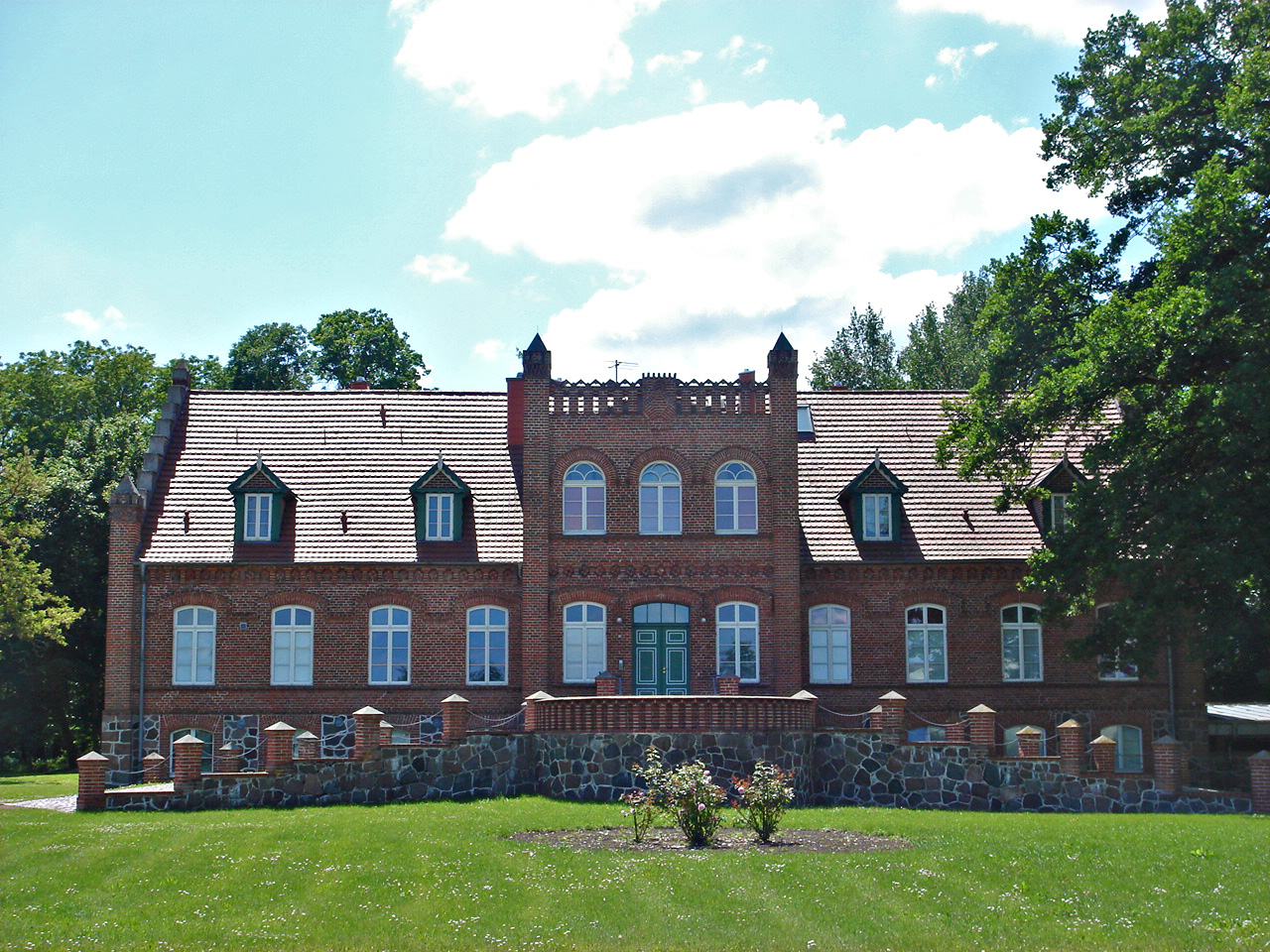
Cosa bei Friedland
Dorow, Pommern
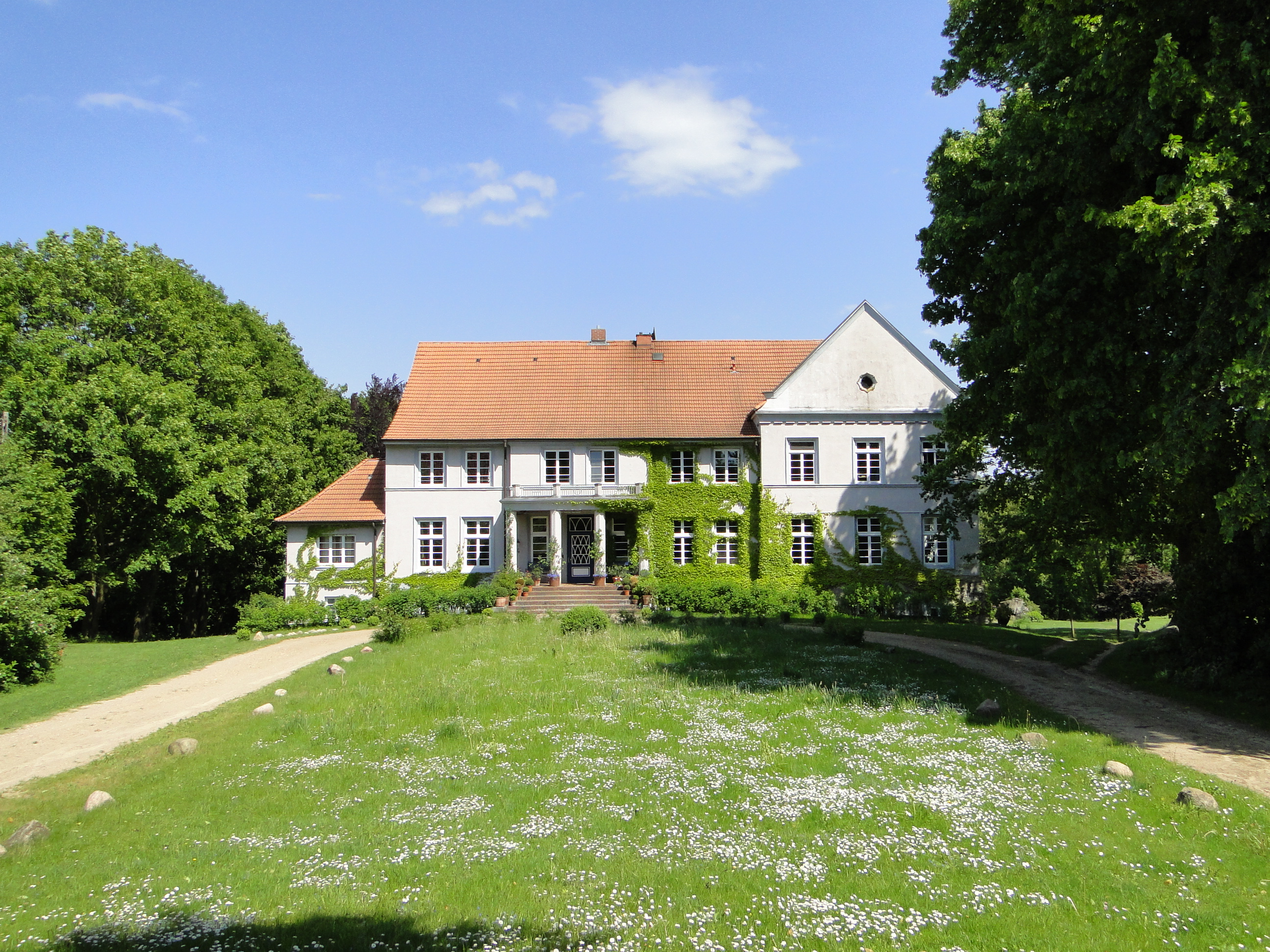
Rothen
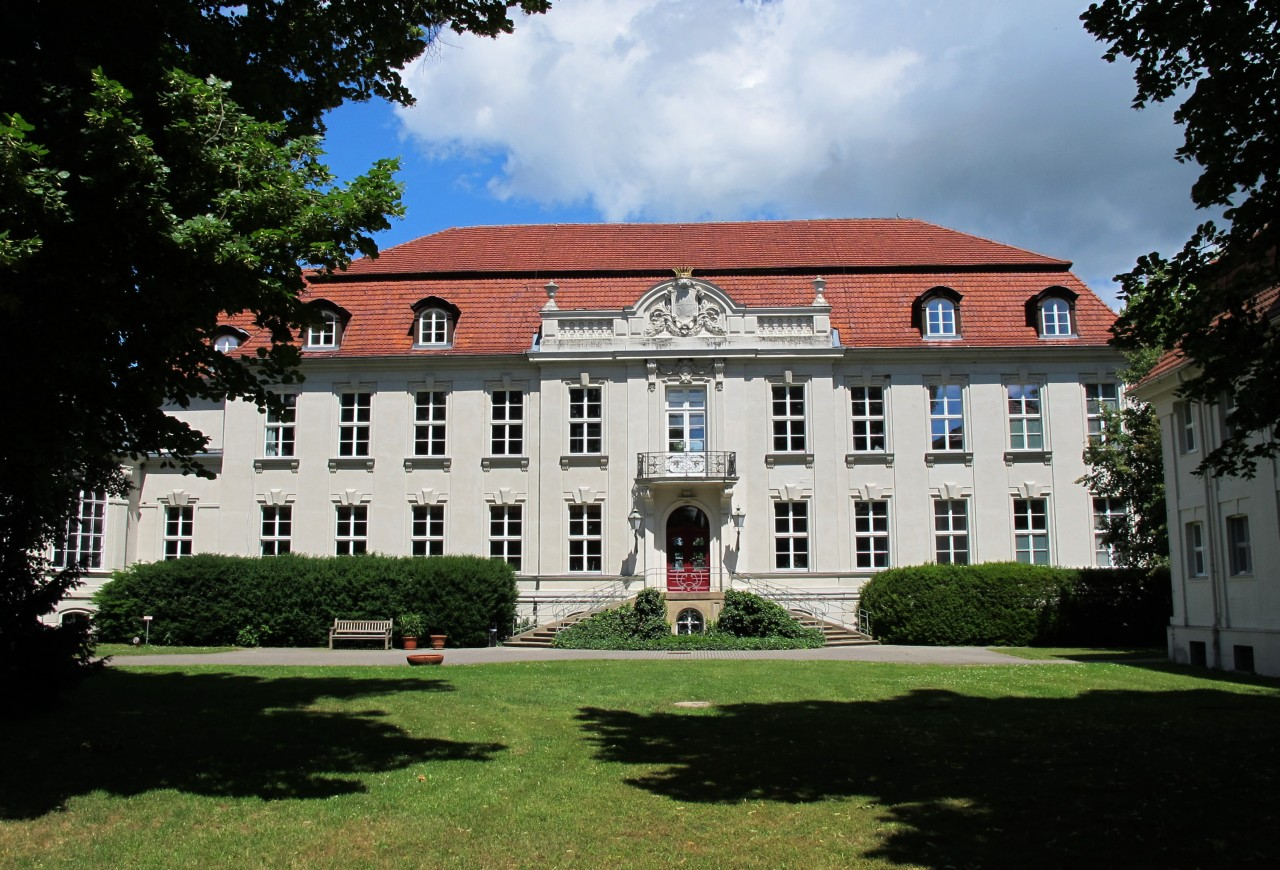
Wustrau, Brandenburg
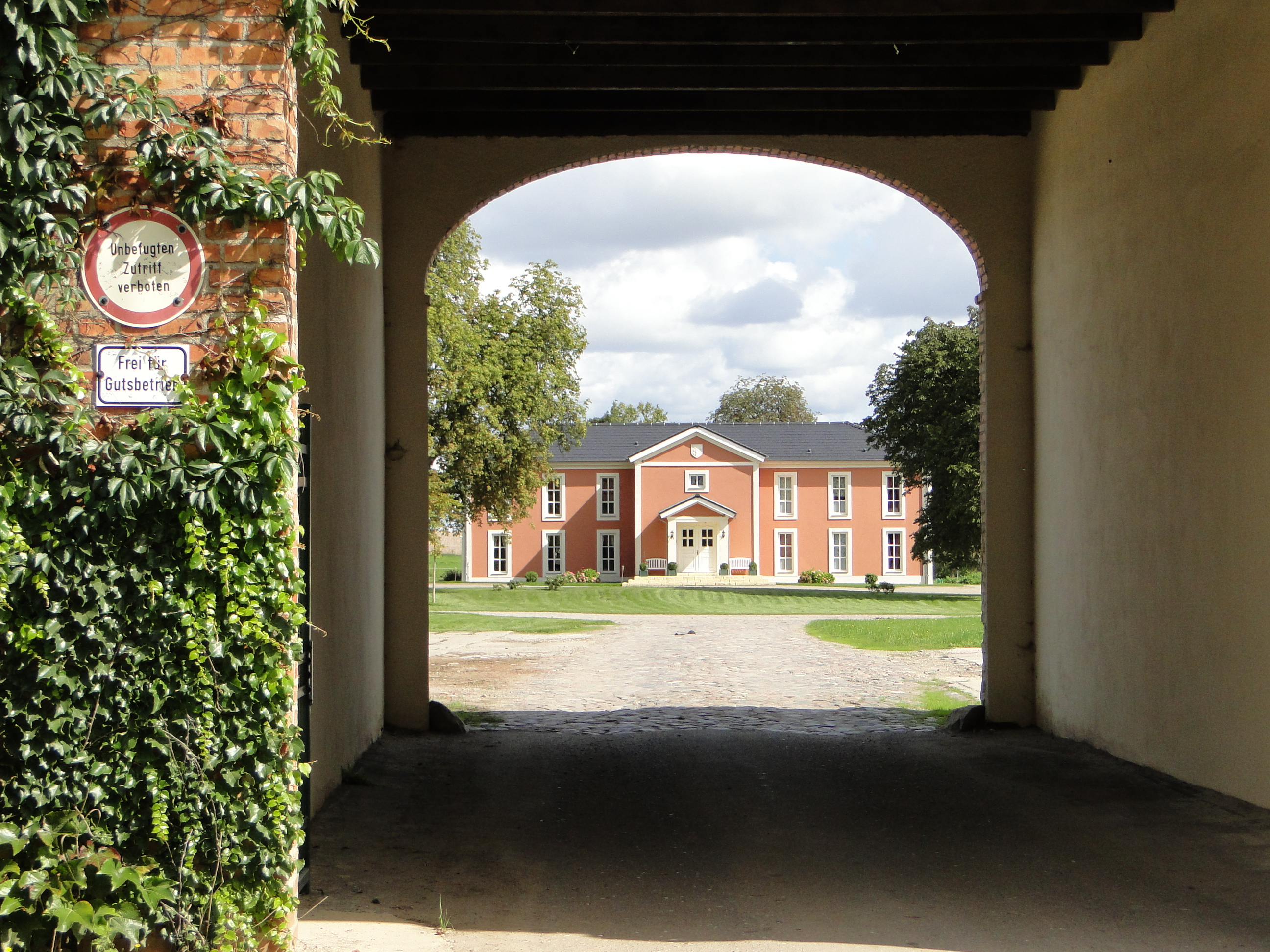
Groß Flotow

## Standeserhöhungen
Die Familie von Oertzen weist zwei gräfliche Linien auf:
Am 27. April 1733 wurde der dänische Kammerjunker Friedrich von Oertzen aus dem Hause Helpte in den dänischen Grafenstand erhoben. Er starb als Geheimer Rat im Jahr 1779 in Kiel, ohne männliche Erben zu hinterlassen.
Am 29. Juni 1792 wurde der sächsische Generalmajor Carl Ludwig von Oertzen aus dem Hause Bagenz, auf Klein Düben und Dubrauke, von Kurfürst Friedrich August III. von Sachsen als Reichsvikar, in den Reichsgrafenstand erhoben. Dieser gräfliche Stamm ist ebenfalls erloschen.

## Wappen
Das Stammwappen zeigt in Rot zwei silbern-geharnischte Arme, deren bloße Hände gemeinsam einen goldenen Ring emporhalten. Auf dem Helm mit rot-silbernen Decken die Arme mit dem Ring.
Friedrich von Oertzen aus dem Hause Helpte vermehrte sein Wappen 1733 anlässlich seiner Erhebung in den dänischen Grafenstand durch die Schildbilde seiner Frau und seiner mütterlichen Ahnen: der Friis (Eichhörnchen: zweimal, da seine Frau und seine Mutter den Namen Friis trugen), der Svan (Schwan) und der Wibe (Kibitz).
Carl Ludwig von Oertzen, auf Klein Düben und Dubrauke, vermehrte seinen Schild 1792, anlässlich seiner Erhebung in den Reichsgrafenstand, durch zwei silberne Sterne.

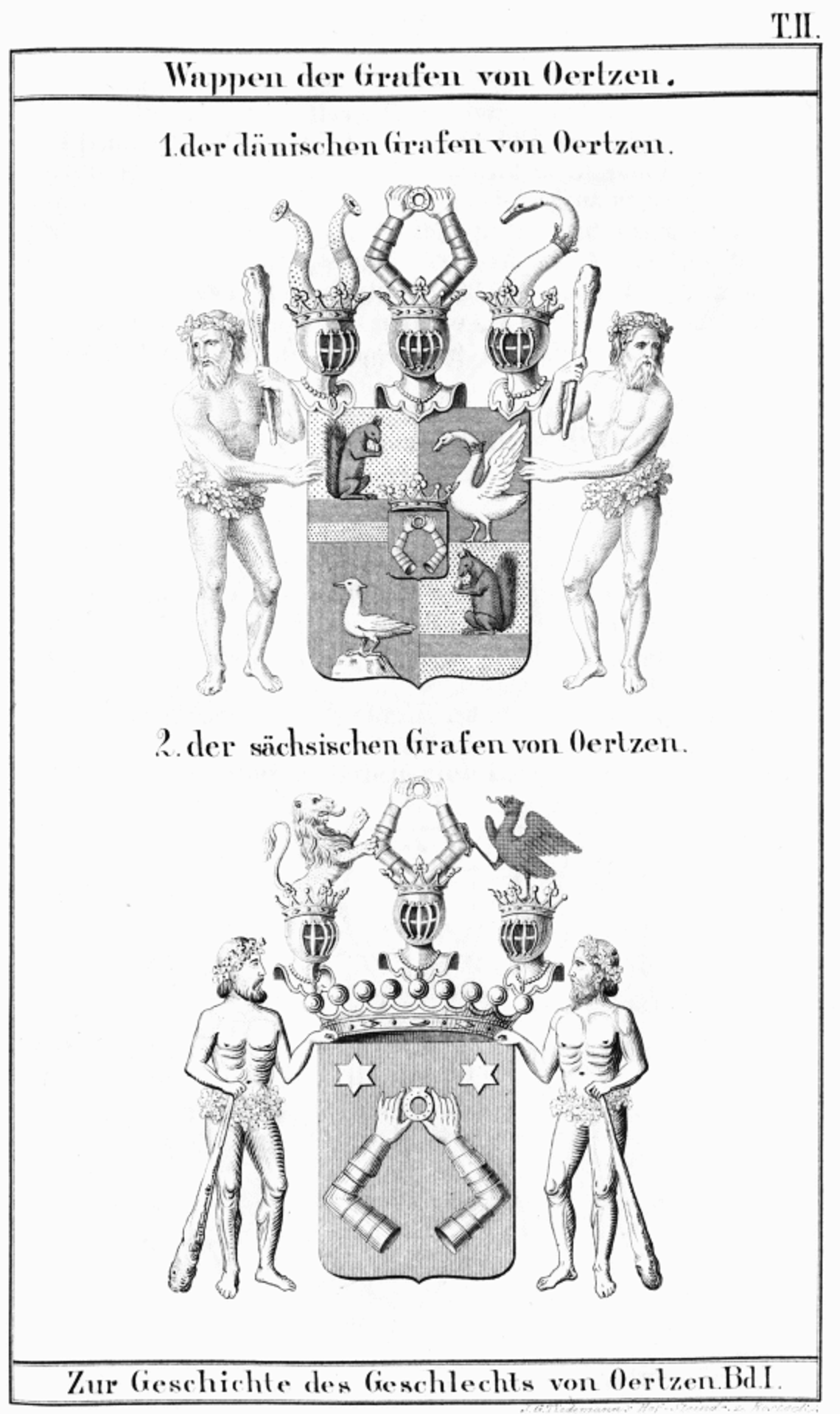
Wappen der Grafen von Oertzen
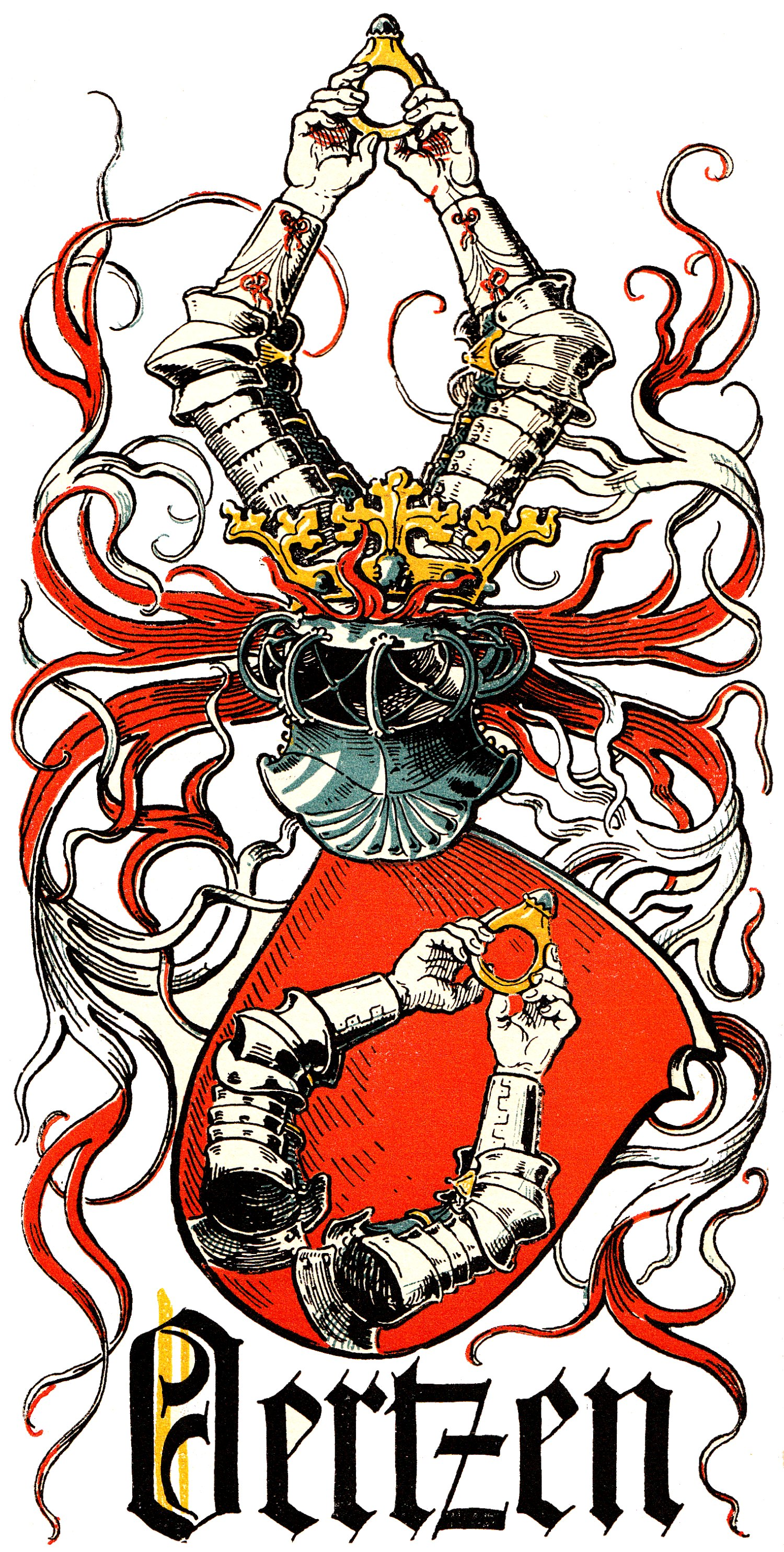
Wappengrafik von Otto Hupp im Münchener Kalender von 1904
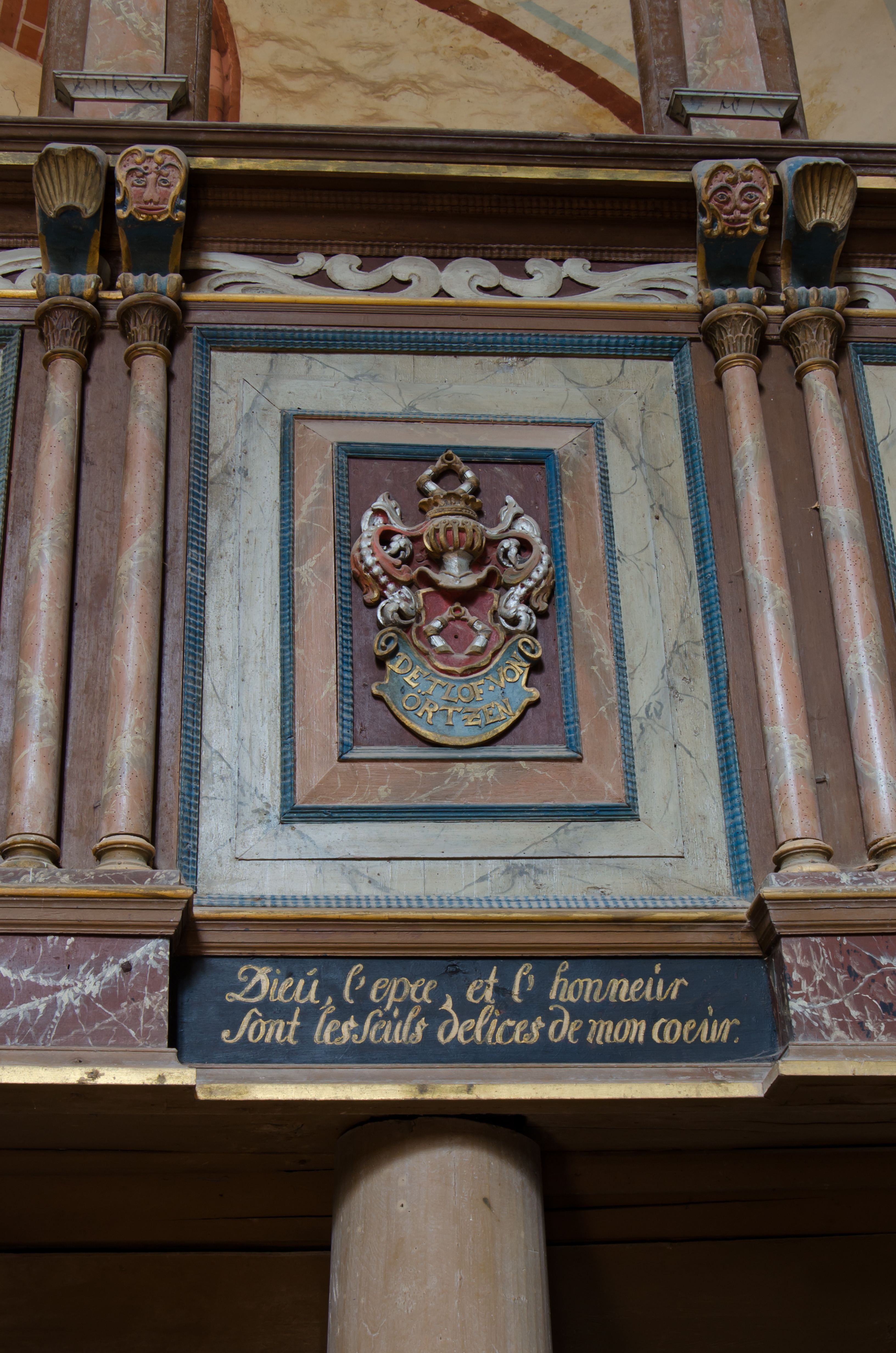
Wappen in der Dorfkirche Hanstorf

## Familienmitglieder (chronologisch)
- Jasper von Oertzen (1616–1657), deutscher Oberhofmarschall und Drost der Herrschaft Pinneberg
- Claus von Oertzen (1638–1694), königlich dänischer Generalmajor
- Henning Ernst von Oertzen (1695–1756), preußischer Generalmajor
- Claus Dethloff von Oertzen (1736–1822), deutscher Amtshauptmann, Verwaltungsbeamter, Parlamentarier und Geheimer Rat
- Friedrich von Oertzen (1771–1848), deutscher Jurist, Mitbegründer und erster Präsident des mecklenburgischen Oberappellationsgerichtes
- Gustav Dietrich von Oertzen (1772–1838), mecklenburgischer Gutsbesitzer und Landrat
- Friedrich Christoph Viktor Lüder von Oertzen (1773–1853), preußischer Generalmajor
- August von Oertzen (1777–1837), Präsident der Kammer und Minister in Mecklenburg-Strelitz
- Carl von Oertzen (1788–1837), auf Brunn und Kotelow, Verwaltungsbeamter und mecklenburgischer Rittergutsbesitzer
- Friedrich Albert von Oertzen (1797–1873), mecklenburg-schwerinscher Regierungsbeamter und deutscher Parlamentarier
- Carl von Oertzen (1801–1871), deutscher Jurist und Komponist
- Jasper von Oertzen (1801–1874), deutscher Verwaltungsjurist, Politiker und Diplomat
- Ludwig von Oertzen (1801–1878), mecklenburgischer Gutsbesitzer, Landrat und Politiker
- Ludwig Georg von Oertzen (1804–1879), Landrat, Reichstagsabgeordneter
- Karl von Oertzen (1816–1893), auf Kotelow,  mecklenburgischer Rittergutsbesitzer, Kammerherr, Landrat und Reichstagsabgeordneter
- Rudolph von Oertzen (1819–1893), preußischer Landrat
- Heinrich von Oertzen (1820–1897), deutscher Oberhauptmann und Kammerherr, MdR
- Wilhelm von Oertzen (1828–1895), deutscher Gutsbesitzer und Landrat
- Georg von Oertzen (1829–1910), deutscher Diplomat, Hofbeamter und Schriftsteller
- Jasper von Oertzen (1833–1893), Person der deutschen Gemeinschaftsbewegung
- Anton von Oertzen (1836–1911), deutscher Oberforstmeister und Politiker, MdR
- Carl von Oertzen (1836–1890), auf Rattey, Amtshauptmann und Drost in Mirow
- Gustav von Oertzen (1836–1911), deutscher Kolonialbeamter und kaiserlicher Kommissar in Deutsch-Neuguinea
- Ulrich von Oertzen (1840–1923), deutscher Gutsbesitzer, Landrat und Politiker, MdR
- Fortunat von Oertzen (1842–1922), mecklenburgischer Gesandter in Berlin, Chef der Verwaltungsbehörde des Großherzoglichen Haushalts
- Wilhelm von Oertzen (1843–1917), deutscher Generalleutnant
- Karl Friedrich von Oertzen (1844–1914), deutscher Verwaltungsjurist im preußischen Staatsdienst
- Victor Sigismund von Oertzen (1844–1915), deutscher Offizier, Gutsbesitzer und Verwaltungsjurist
- Margarete von Oertzen (1854–1934), deutsche Schriftstellerin
- Victor von Oertzen (1854–1934), preußischer Generalleutnant
- Eberhard von Oertzen (1856–1908), Naturforscher
- Elisabeth von Oertzen (1860–1944), Schriftstellerin
- Detwig von Oertzen  (1876–1950), evangelischer Geistlicher und Missionar
- Karl-Ludwig von Oertzen (1876–1934), Offizier und Militärschriftsteller
- Augusta von Oertzen (1881–1954), Journalistin und Schriftstellerin
- Guido von Oertzen (1881–1966), Unternehmer und Wirtschaftsfunktionär
- Wilhelm von Oertzen (1883–1945), Gutsbesitzer, Gründer der Herrengesellschaft Mecklenburg
- Detlof von Oertzen (1886–1959), Verwaltungsjurist
- Dietrich von Oertzen (1887–1970), Jurist, Verwaltungsbeamter und Politiker (DNVP)
- Elisabeth von Oertzen (1887–1938), Malerin und Grafikerin
- Helmuth von Oertzen (1888–1952), Militärbeamter und Politiker (CDU), Verkehrsminister Thüringen
- Luise von Oertzen (1897–1965), deutsche Krankenschwester und Generaloberin der Schwesternschaften des Deutschen Roten Kreuzes
- Friedrich Wilhelm von Oertzen (1898–1944), Journalist, Publizist und Schriftsteller
- Rudolf von Oertzen (1910–1990), bis 1945 auf Saunstorf, Komponist und Hochschullehrer
- Jaspar von Oertzen (1912–2008), Schauspieler, Filmregisseur, Autor und Politiker (ÖDP)
- Hans-Ulrich von Oertzen (1915–1944), Offizier und Widerstandskämpfer
- Wilhelm Thedwig von Oertzen (1921–2011), Agrarjournalist, Familienforscher und Historiker
- Peter von Oertzen (1924–2008), Politikwissenschaftler und Politiker
- Hans-Joachim von Oertzen (1925–2005), Verwaltungsjurist, Autor und Wildtierfotograf
- Brunhild von Oertzen (1930–2002), Äbtissin des Klosters Isenhagen
- Arwed Arnd von Oertzen (1938–2005), Brigadegeneral
- Wolfram von Oertzen (* 1939), Experimentalphysiker und Hochschullehrer
- Viktor von Oertzen (* 1948), Journalist
- Timo von Oertzen (* 1975), Psychologe

### Gedruckte Quellen
- Mecklenburgisches Urkundenbuch (MUB)
- Mecklenburgische Jahrbücher (MJB)

### Ungedruckte Quellen
Landeshauptarchiv Schwerin (LHAS):
- LHAS 1.1-12 Verträge mit dem Reich.
- LHAS 1.1-13 Verträge mit außerdeutsche Staaten.
- LHAS 2.11-2/1 Auswärtige Beziehungen. (Acta externa)
- LHAS 2.12-3/2 Klöster und Ritterorden. Generalia, Dobbertin. Nr. 31 Ernennung und Bestätigung der Klosterhauptmänner 1790–1840.
- LHAS 2.263 Großherzogliches Marstallamt.
- LHAS 3.2-3/1 Landeskloster/Klosteramt Dobbertin.
- LHAS 3.2-3/2 Landeskloster/Klosteramt Malchow.
- LHAS 4.11-8 Mecklenburg-Strelitzsches Konsistorium.
- LHAS 4.12-4/1 Mecklenburg-Strelitzsches Ministerium, Abteilung Finanzen.
- LHAS 5.11-1 Mecklenburgische Abgeordnetenversammlung. 1848–1850.
- LHAS 5.12-3/1 Mecklenburg-Schwerinsches Ministerium des Innern.
- LHAS 5.12-4/3 Ministerium für Landwirtschaft, Domänen und Forsten.
- LHAS 5.12-7/1 Mecklenburg-Schwerinsches Ministerium für Unterricht, Kunst, geistliche und Medizinalangelegenheiten.
- LHAS 10.9 L/06 Personalnachlass Lisch, Friedrich. 1801–1883.
- LHAS 10.9 H/08 Personalnachlass Hildebrandt, Friedrich. 1898–1948.

Landeskirchenarchiv Schwerin (LKAS)
- LKAS, Urkunden, Ökonomie Rostock.
- LKAS, OKR Schwerin, Specialia Abt. 1–4.
- LKAS, OKR Neustrelitz, Generalia und Varia.
- LKAS, Mecklenburg-Schwerinsche Landesregierung, Kirchenwesen, Generalia.

Kreisarchiv Nordwestmecklenburg
- N2 Guts- und Herrenhäuser.

Stadtarchiv Rostock
- Bürgermeister und Rat: Kirchen, Klöster, Provisorte.
- Landtag, Ritter- und Landschaft.

Stadtarchiv Schwerin
- Magistrat, Nachlass- und Magistratsgericht.

Stadtarchiv Wismar
- Kastenarchiv Techen.
- Städtisches Waisengericht.
- Prozeßakten des Ratsgerichts 1690–1750.
- Testamente 1441–1865.
- Crull-Sammlung Stiche, Lithographien, Karten, Bilder.